# Luco de Jiloca
Luco de Jiloca és una entitat de població del municipi de la província de Terol, Calamocha, a la comarca de Jiloca. Té 226 habitants i està a uns 10 quilòmetres de Calamocha. Al seu voltant i sobre el riu Pancrudo hi ha un interessant pont romà que formava part de la via que unia Saragossa i el mar Mediterrani.